# Ezio Moioli
Ezio Moioli da Olcio (Olcio, 24 febbraio 1902 – Monza, 30 settembre 1981) è stato un pittore italiano, membro della comunità sorda.

## Biografia
Ezio Moioli da Olcio frequentò il Regio lstituto Sordomuti (Moioli divenne sordo all'età di due anni a causa della scarlattina) e si diplomò all'Accademia di belle arti di Brera nel 1930, dove fu allievo di Antonio Ambrogio Alciati.
Nel corso della sua carriera Ezio Moioli espose al Salon international des artistes silencieux di Parigi (1927) e all'International exhibition of fine and applied arts by deaf artists (1934), organizzata dall'International Art Center of Roerich Museum.
Si specializzò nell'arte del ritratto: ritrasse numerose personalità illustri, anche della nobiltà e della Chiesa.
Tra i personaggi ritratti si annoverano:
- Papa Giovanni XXIII (1961)
- Papa Karol Woytila, cardinale di Cracovia (1973)
- Papa Paolo VI, già Cardinale Giovanni Battista Montini
- Umberto di Savoia, principe del Piemonte e consorte ritratti a Lierna
- Principessa Orsini Odescalchi di Roma

Fu autore anche di opere di arte sacra, paesaggi e ritratti di persone comuni: il vecchio pescatore, il mendicante, i bambini. Sue opere sono esposte nei Musei civici di Lecco, nel museo dell'Institut national des jeunes sourds di Parigi e in alcune chiese (Basilica del Santo Sepolcro, Basilica di San Marino, Chiesa di San Pio X di Gorizia, Chiesa arcipretale di Bormio).
Morì il 30 settembre 1981, all'età di 79 anni presso l'ospedale di Monza.

## Musei
- Roerich Museum, New York
- Musei Civici di Lecco
- Museo dell'Institut national des jeunes sourds di Parigi
- Dipinto della Cappelletta, via al Bellano (Mandello del Lario Lago di Como)